# Saint-Jean-d’Avelanne
Saint-Jean-d’Avelanne település Franciaországban, Savoie megyében. Lakosainak száma 979 fő (2022. január 1.). Saint-Jean-d’Avelanne Le Pont-de-Beauvoisin, Saint-Martin-de-Vaulserre, Domessin, Velanne, Pressins és Saint-Albin-de-Vaulserre községekkel határos.

## Népesség
A település népessége az elmúlt években az alábbi módon változott:
| Lakosok száma | 543  | 555  | 609  | 730  | 932  | 946  | 966  | 976  | 981  | 979  |
|               | 1968 | 1982 | 1990 | 2006 | 2013 | 2015 | 2017 | 2019 | 2020 | 2022 |